# فرودگاه تنریف شمالی
فرودگاه تنریف شمالی (به انگلیسی: Tenerife North Airport) (به زبان بومی: Aeropuerto de Tenerife Norte) یک فرودگاه همگانی مسافربری با کد یاتا TFN است که یک باند فرود آسفالت دارد و طول باند آن ۳۳۹۴ متر است. این فرودگاه در شهر تنریف کشور اسپانیا قرار دارد و در ارتفاع ۶۳۳ متری از سطح دریا واقع شده‌است.

## شرکت‌های هواپیمایی و مقصدهای پروازی

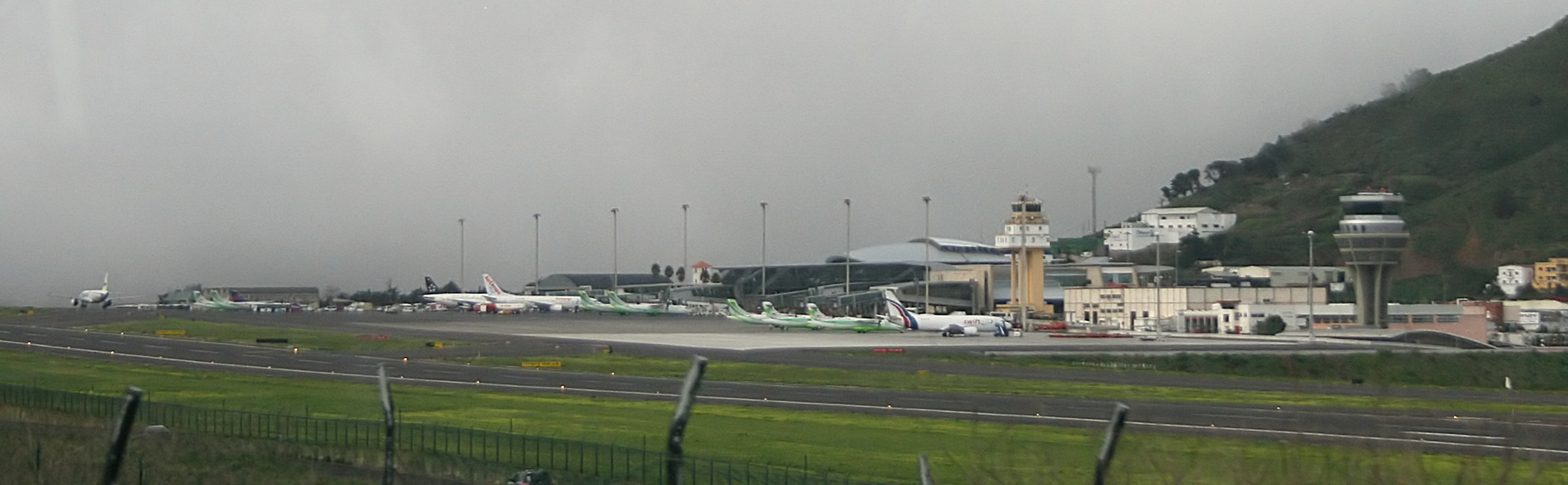
نمای فرودگاه

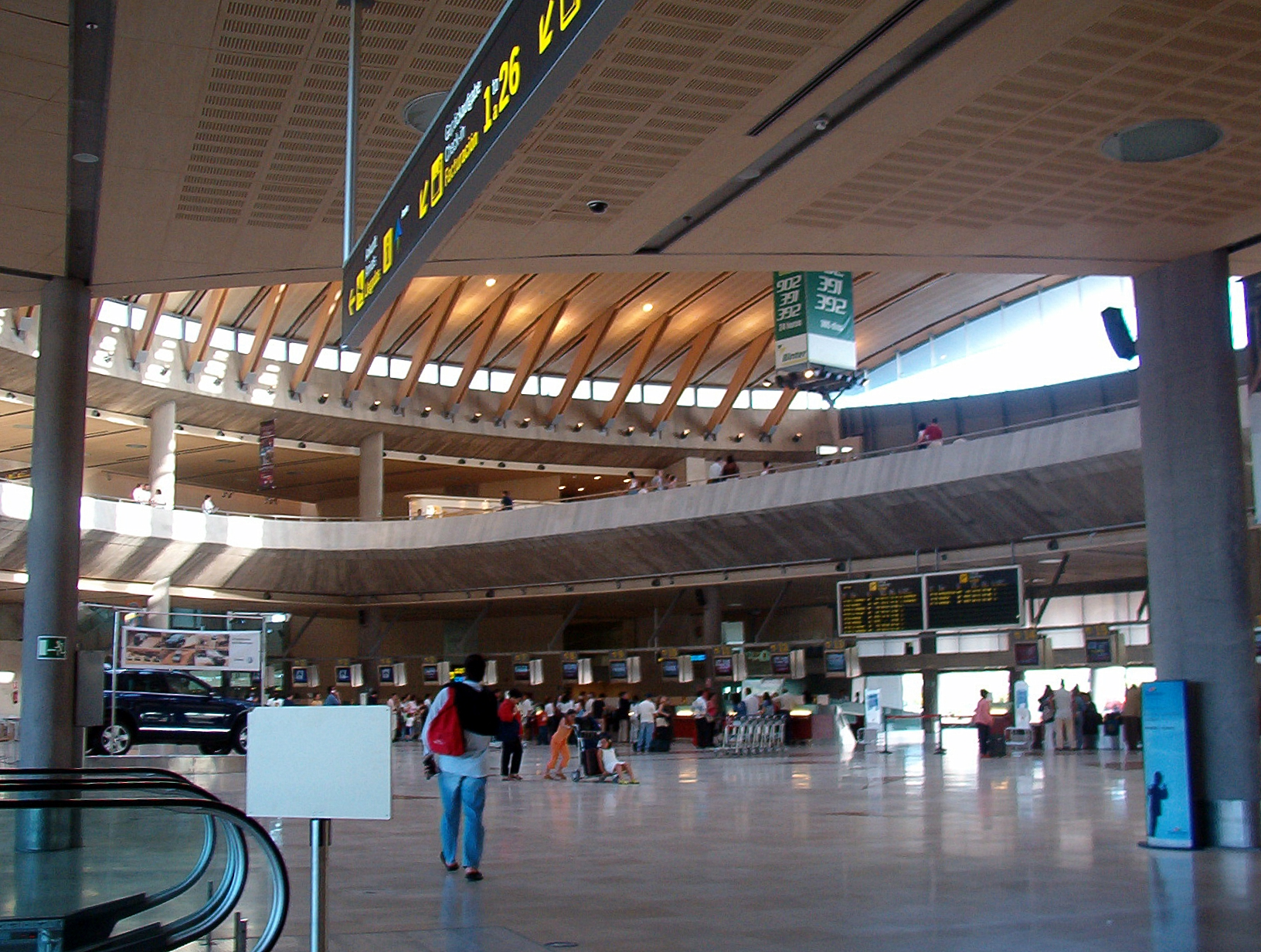
Check-in hall

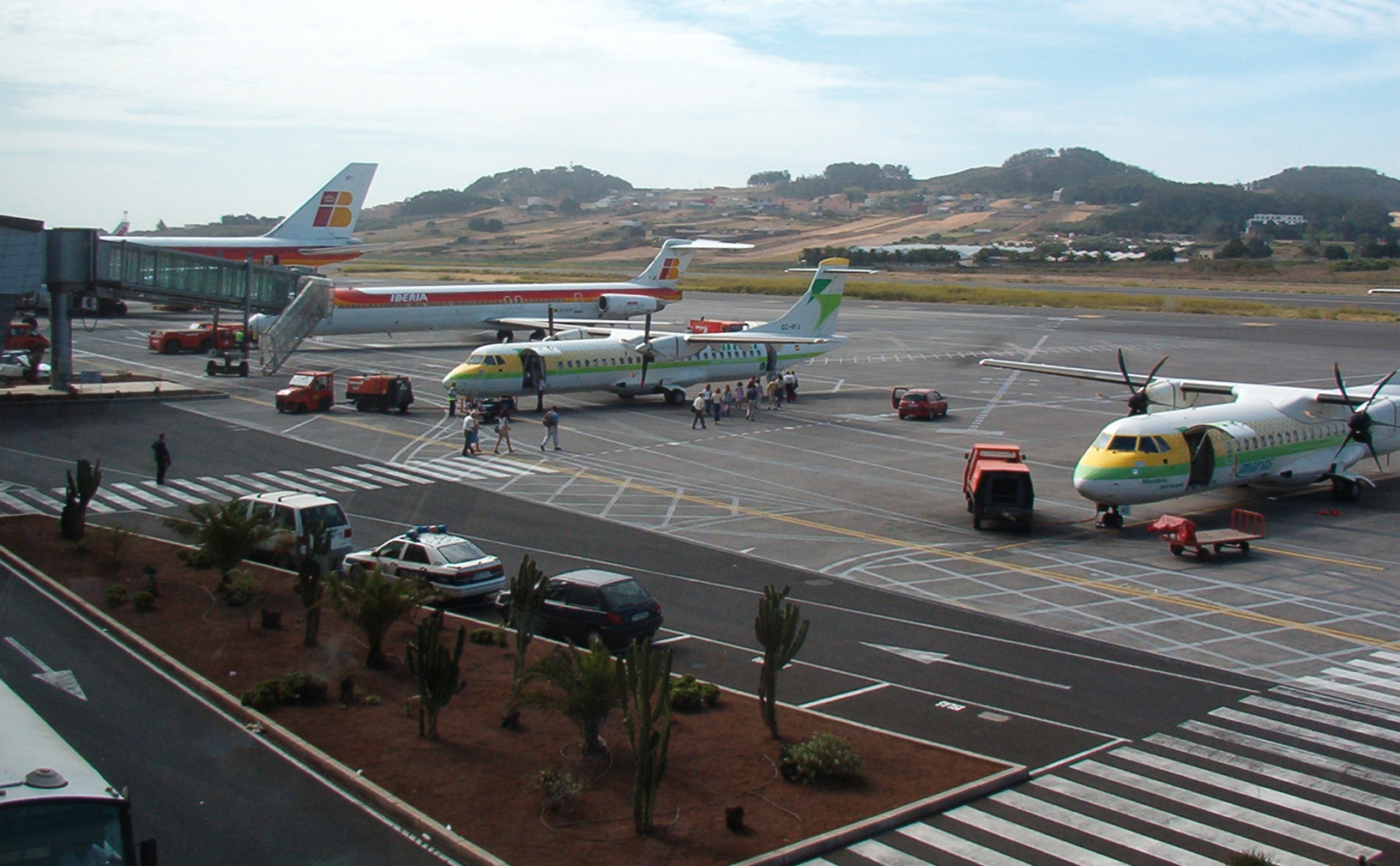
چشم انداز صحن فرودگاه

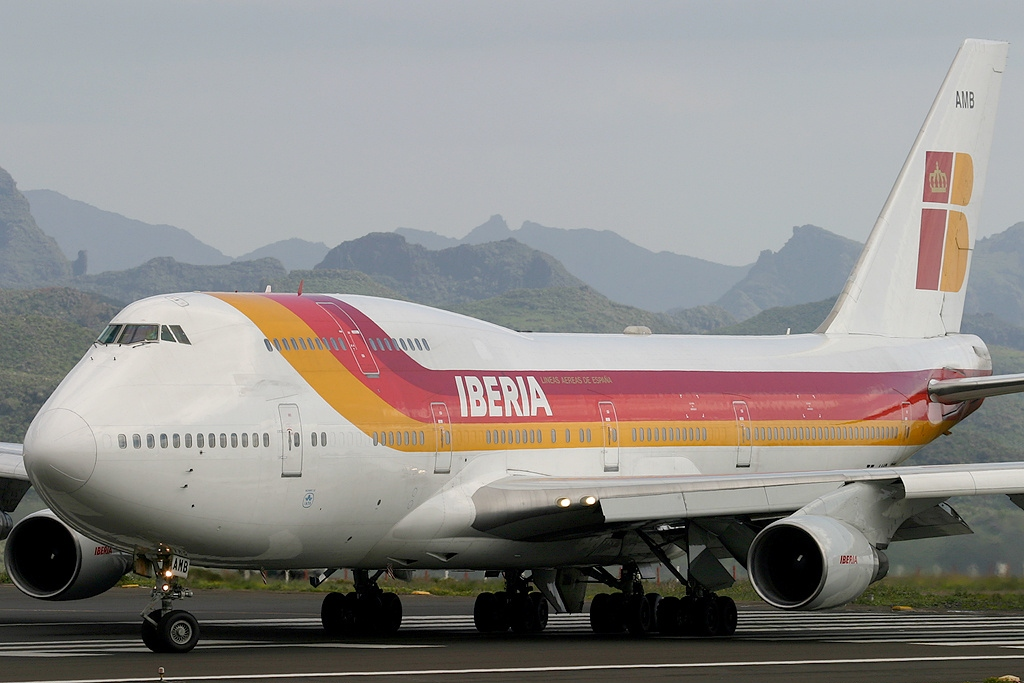
ایبریا ایرلاین بوئینگ ۷۴۷–۴۰۰ at the airport.

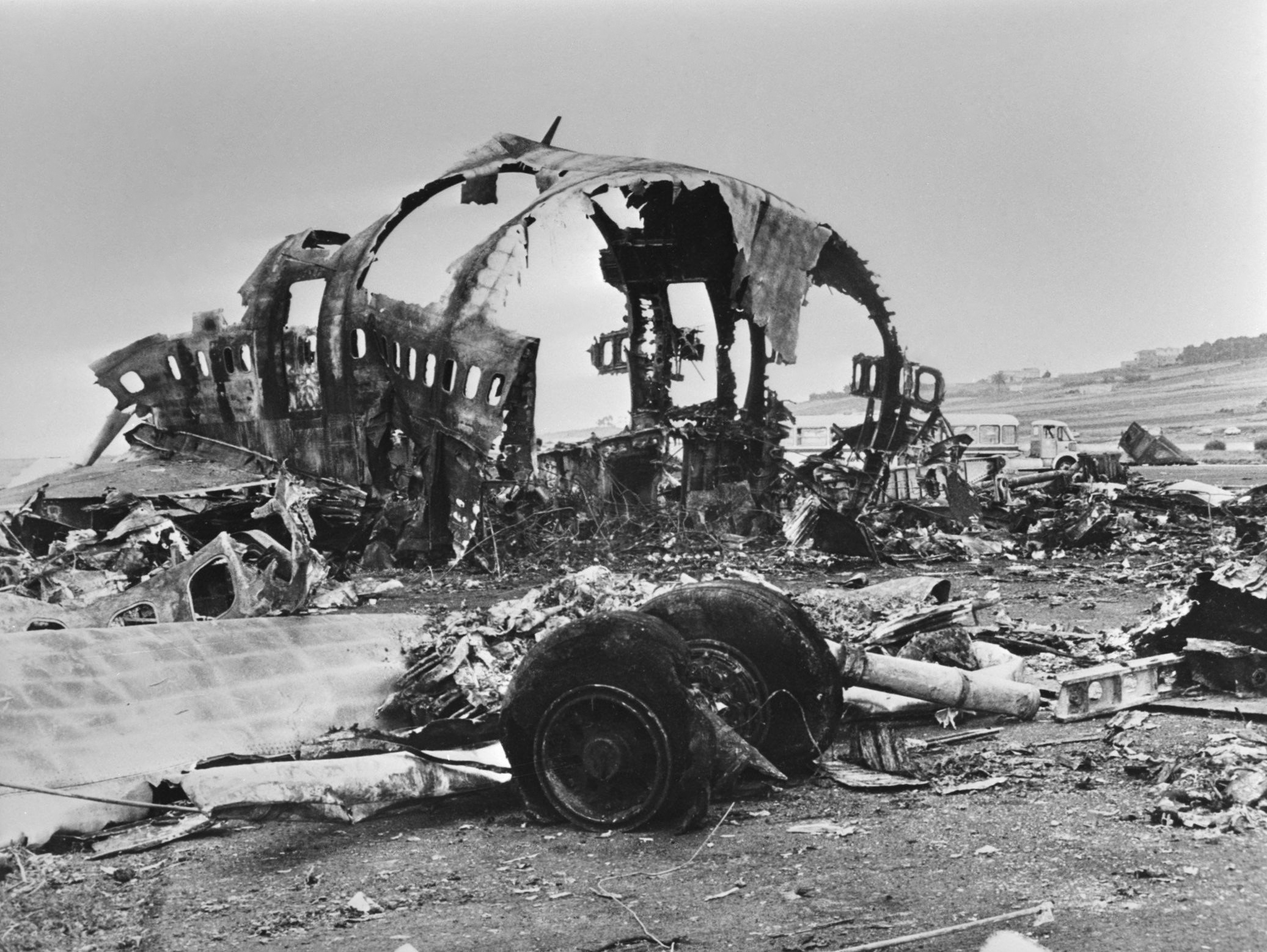
برخورد هواپیمای بویینگ۷۴۷ کی ال ام و پان ام امریکن در این فرودگاه مارس۱۹۷۷

### مسافری
خطوط هوایی زیر پروازهای منظم و چارتری به و از تنریف- شمال انجام می دهند:
| شرکت‌های هواپیمایی                                         | مقصدهای پروازی |
| --------------------------------------------------------- | --- |
| ایر اروپا                                                 | بارسلونا-ال پرات، بیلبائو، مادرید-باراخاس، مالاگا، سن پابلو فصلی: آلیکانته-الچه، سانتیاگو د کمپوستلا                                      |
| آلیتالیا                                                  | فصلی: لئوناردو دا وینچی-فیومیچینو |
| بینتر کاناریاس & NAYSA                                    | لئوپولد سدار سنگور، ال هیرو، فوئرته‌ونتورا، گرن کناریا، لا گومرا، لا پالما، لانزاروته، مراکش-منارا فصلی: اگادیر المسیره، کریستیانو رونالدو |
| CanaryFly                                                 | گرن کناریا، لا پالما، لانزاروته |
| فن‌ایر                                                     | فصلی: هلسینکی |
| ایبریا ایرلاین اجرا توسط ایر نوستروم                      | فصلی: پامپلونا، سانتیاگو د کمپوستلا، والنسیا                                                                                              |
| ایبریا اکسپرس                                             | آستوریاس، مادرید-باراخاس |
| نروجین ایر شاتل                                           | بارسلونا-ال پرات، مادرید-باراخاس |
| هواپیمایی پادشاهی مراکش اجرا توسط Royal Air Maroc Express | محمد پنجم |
| رایان‌ایر                                                  | بارسلونا-ال پرات، مادرید-باراخاس |
| ویولینگ                                                   | آلیکانته-الچه، بارسلونا-ال پرات، بیلبائو، مالاگا، اورلی، سانتیاگو د کمپوستلا، سن پابلو، ساراگوسا                                          |

### باری
| شرکت‌های هواپیمایی | مقصدهای پروازی |
| ----------------- | -------------- |
| Swiftair          | مادرید-باراخاس |